# 겔폰트-슈나이더 상수
겔폰트-슈나이더 상수(Gelfond-Schneider constant)는 {\displaystyle 2^{\sqrt {2}}}이다.
특정한 대수적 수의 조합으로부터 생성 가능한 초월수에 대한 겔폰트-슈나이더 정리에서  겔폰트-슈나이더 상수는 매우 넓은 범위의 수가 초월수일 수 있음을 보였다.
{\displaystyle 2^{\sqrt {2}}=2.665144142690...} (OEIS의 수열 A007507)

## 같이 보기
- 라마누잔 상수
- 겔폰트 상수

## 참고
- http://oeis.org/A007507
- http://mathworld.wolfram.com/GelfondsTheorem.html
- http://mathworld.wolfram.com/Gelfond-SchneiderConstant.html